# Joseph Bartuah
Joseph G. Bartuah (* in Kiapah, Liberia) ist ein liberianischer Journalist. Bis zu seiner Übersiedlung in die USA war er Chefredakteur der liberianischen Tageszeitung „The News“, er lebt und arbeitet heute in Boston, Massachusetts.

## Leben
Joseph Bartuah wurde in Kiapa, im Nimba County geboren. Bartuah arbeitete nach seinem Studium im Informationsministerium Liberias und wurde ein erfolgreicher Nachrichtenjournalist. Er war zuletzt Chefredakteur der unabhängigen Tageszeitung „The News“ in Monrovia. Zudem war er als Berater für mehrere liberianische Oppositionsparteien in der Amtszeit der Präsidenten Ruth Perry und Charles Taylor tätig. Als der internationale Druck auf Taylor wegen seiner Beteiligung am Bürgerkrieg in Sierra Leone und verschiedene illegale Auslandsgeschäfte zunahm (Tropenholz und sogenannte Blutdiamanten), versuchte dieser die liberianische Presse durch Druck und Einschüchterung mundtot zu machen.
Im Februar 2001 wurde Joseph G. Bartuah, der Redakteur Abdullai Dukuly und die Journalisten Jerome Dalieh und Bobby Tapson verhaftet, die Anklage lautete auf Spionage.
Die Anschuldigungen beruhten auf einem regierungskritischen Artikel über die Verschwendung von Steuergeldern: mit Wissen Taylors wurden 23.000 US-Dollar für Weihnachtspost und Geschenke sowie
50.000 US-Dollar für eine Hubschrauber-Inspektion ausgegeben, während gleichzeitig dem J.F.K. Hospital (Monrovia) die Beschaffung dringend benötigter Medikamente und medizinischer Gerätschaften verweigert wurde.

In Reaktion auf diese Ereignisse protestierten zahlreiche internationale Organisationen und Regierungen bei der liberianischen Regierung mit dem Ziel der Wahrung der Pressefreiheit in Liberia und der Freilassung der inhaftierten Journalisten.
Bei den liberianischen Präsidentschaftswahlen des Jahres 2005 trat er mit mehreren Rundfunkberichten in Erscheinung und unterstützte die Kandidatur von Ellen Johnson-Sirleaf.

## Familie
Bartuahs Sohn Joseph G. Bartuah junior studiert in Boston Politikwissenschaften, er war 2005 in Liberia als Unterstützer und Wahlkampf-Organisator für Ellen Johnson-Sirleaf tätig.